# Show Luo
Show Luo (chino tradicional: 羅志祥, chino simplificado: 罗志祥, pinyin: Luo Zhixiang, Pe-oe-ji: Lo Chi-Siong; Keelung, 30 de julio de 1979), también conocido como Xiao Zhu (小猪), es un cantante de Mandapop, bailarín, presentador y actor taiwanés. Ha sido denominado como el "Rey de la danza de Asia" por sus habilidades en el baile.

## Biografía
Nacido el 30 de julio de 1979, proveniente de una familia musical.
Es hijo de Lin Hsiang-Lan, sus padres organizaron espectáculos para bodas, eventos a lo largo de su infancia, su padre y su madre cantaban como anfitriones.
Él es descendiente de aborígenes taiwaneses (tribu AMIS) de la familia de su madre de origen taiwanés y chino por parte de su padre.
Es conocido por su apodo como Xiao Zhu, que significa "Pequeño cerdito" debido a que en su infancia era regordete. Comenzó tocando la batería a la edad de 3 y apareciendo en el escenario junto a sus padres cuando era niño. Ganó un premio de plata en un concurso de canto entre padre e hijo cuando tenía alrededor de 7 años de edad.
Es buen amigo del cantante Da Zhangwei.

## Discografía
- 2003, Showtime
- 2004, Expert Show (達人Show)
- 2005, Hypnosis Show (催眠Show)
- 2006, Speshow
- 2007, Show Your Dance (舞所不在)
- 2008, Trendy Man (潮男正傳)
- 2010, Rashomon (羅生門)
- 2011, Only for You (獨一無二)
- 2012, 9ood Show (有我在)
- 2013, Lion Roar (獅子吼)

## Filmografía

### Televisión
- 2012, Heartbeat Love;
- 2009, Hi, My Sweetheart; avec Rainie Yang;
- 2008, Hot Shot; rôle "Yuan Da Ying"
- 2007, Corner with Love; rôle Qing Lang;
- 2004, The Outsiders II;

### Películas
- Bleeding Steel (año 2017)
- Heartbeat Love (año 2012)
- Button Man
- Two and Half Detectives- There are Ghosts in the School's Backyard
- Expect A Miracle (año 2001).

### Programas de variedades
- Go, Fighting! (2014 - presente) - miembro
- Happy Camp (2017) - invitado
- Day Day Up (2018) - invitado
- Produce 101 (2018) - Mentor.
- Street Dance of China (2018) - capitán y mentor

### Eventos / conciertos
| Año  | Título                                | Notas |
| ---- | ------------------------------------- | ----- |
| 2020 | 2019 Jinri Toutiao Gala               |       |
| 2019 | Dongfang/Dragon - New Year’s Eve Gala |       |